# Щеврик острівний
Ще́врик острівни́й (лат. Anthus petrosus) — вид дрібних горобцеподібних птахів родини плискових (Motacillidae), що гніздяться західноєвропейськими скелястими узбережжями. Від інших щевриків особливо виділяється сірувато-бурими прожилками у верхньому оперенні і жовтуватими у нижньому. Загалом є три підвиди, з котрих тільки фенноскандійський є перелітним, зимуючи південнішими узбережжями Європи. Острівний щеврик є територіальним птахом, принаймні, в місцях розмноження та цілий рік у місцях постійного мешкання. Самці острівник щевриків іноді заходять на чужу територію, щоб допомогти іншим щеврикам відбити якусь ворожу тварину; подібна рідкісна поведінка також відома в африканського краба-скрипаля.
Острівні щеврики виплітають чашоподібні гнізда під прибережною рослинністю або в ущелинах скель та відкладають туди від чотирьох до шести плямистих блідо-сірих яєць. Пташенята вилуплюються приблизно за два тижні й оперяються 16 днів по тому. Щеврики харчуються переважно дрібними безхребетними, підібраними зі скель або у мілководді, хоча можуть і ловити комах у польоті.
На острівного щеврика можуть полювати хижі птахи, він може бути заражений паразитами, як-то блохами, або потерпати від гніздового паразитизму звичайної зозулі, проте в цілому популяція птаха є великою і стійкою. Міжнародним союзом охорони природи вид оцінюється як такий, що викликає найменше занепокоєння.

## Таксономія і систематика
До родини плискових відносять власне плисок, щевриків та пікуликів. Найрізноманітнішою з цих гілок є щеврики роду Anthus, які зазвичай є комахоїдами з бурим оперенням. Їхня дуже подібна зовнішність приводила до затруднень при таксономічному розподілу видів. Щеврик гірський і щеврик американський вважалися підвидами щеврика острівного, поки їх не виділило в окремі види Британське орнітологічне товариство 1998 року. Острівний щеврик тісно споріднений з лучним, червоногрудим та рожевим щевриками, а також з його вищезгаданими колишніми підвидами.
Перший офіційний опис цього виду було зроблено англійським натуралістом Джорджем Монтеґю 1798 року. Також раніше його описав 1766 року Томас Пеннант в першому виданні «Британської зоології» (англ. British Zoology), не відрізнивши, однак, птаха від лучного щеврика. Вперше відміни нового виду помітив Джон Волкотт, оприлюднивши свої спостереження у виданні «Синопсису британських птахів» (англ. Synopsis of British Birds) 1789 року, де назвав новий вид морським жайворонком. Джон Летем був першим, хто дав острівному щеврику наукову назву Alauda obscura 1790 року, але екземпляр, який він досліджував, був неправильно ідентифікований, опинившись особиною фірлюка дроздового. Того ж року Монтеґю, з яким Летем радився з приводу птаха, виявив острівного щеврика на узбережжі Південного Уельсу, де деякі місцеві рибалки знали його як «кам'яний жайворонок». Він перейняв цю назву для виду та дав йому наукову назву Alauda petrosus.
Anthus є ім'ям, дане Плінієм Старшим маленькій лучній пташці, а власне petrosus означає «скелястий», від petrus — «скеля».
Визнано три підвиди щеврика острівного:
| Світлина | Підвид                                                    | Поширення |
| -------- | --------------------------------------------------------- | --- |
|          | Anthus petrosus petrosus (Монтеґю, 1798) — іменний підвид | гніздиться в Ірландії, Великій Британії, на північному заході Франції і на Нормандських островах.                                      |
|          | Anthus petrosus kleinschmidti (Гартерт, 1905)             | розмножується на островах Фарерських, Шетландських, Оркнейських, Фер-Айл та Сент-Кілда.                                                |
|          | Anthus petrosus littoralis (Брем, 1823)                   | гніздиться у Фенноскандії (Кольський півострів включно) та зимує на західному узбережжі Європи на південь до північно-західної Африки. |

Деякі вчені зливають A. p. kleinschmidti з іменним підвидом A. p. petrosus. Також пропонується виділити підвиди A. p. meinertzhageni на шотландському острові Південний Юйст, A. p. hesperianus на острові Арран та A. p. ponens на північному заході Франції. У зовнішньому вигляді спостерігається географічна залежність: темніші птахи з довшим дзьобом знаходяться на західному кінці ареалу, а блідіші особини з коротшим дзьобом — на сході.

## Опис

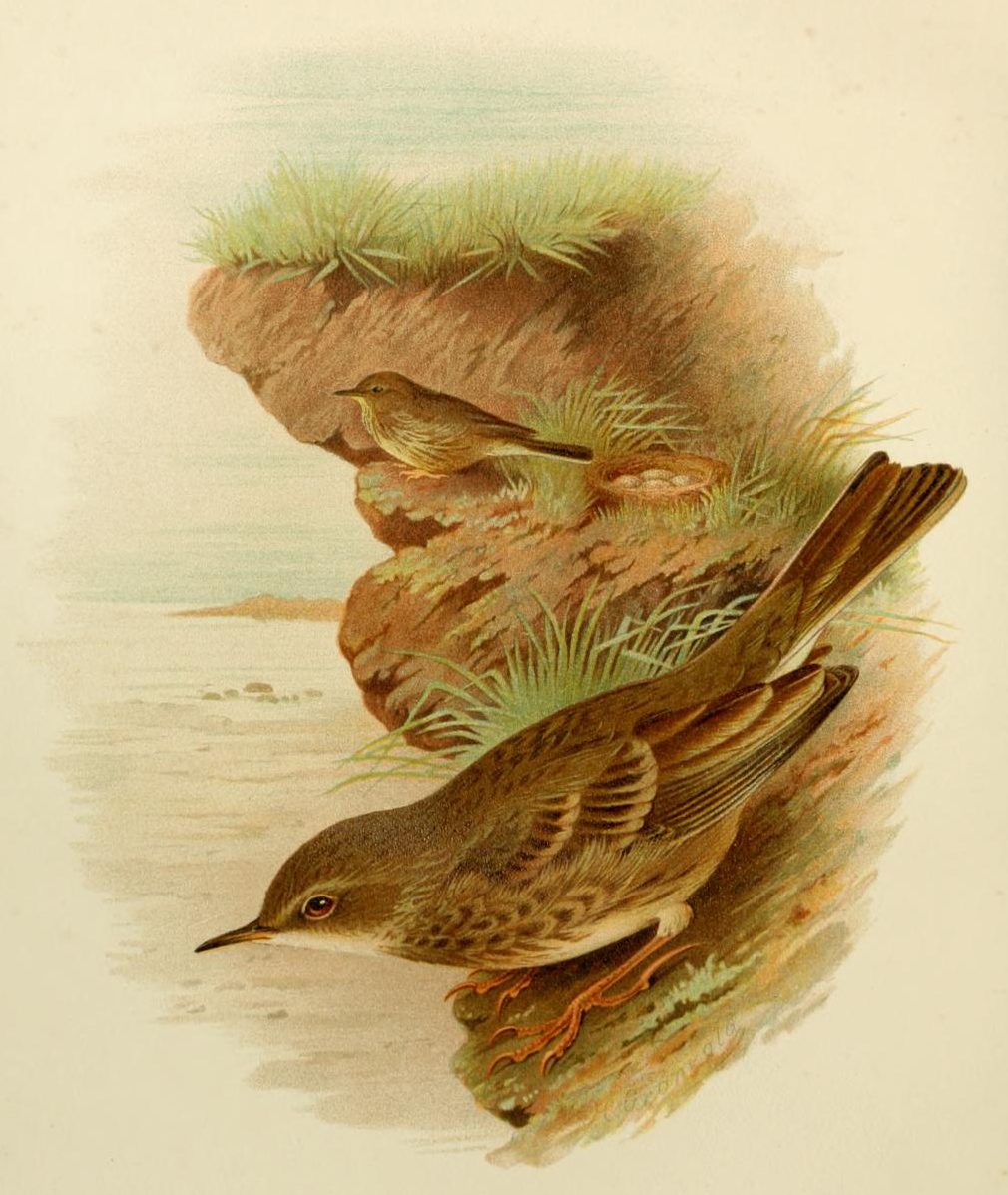
Ілюстрація Генрік Ґренволд, 1907 р.

Тіло щеврика острівного завдовжки 16,5–17 см та важить 18–32,5 грама. Оперення верхньої частини крил і спини димчасто-оливкових відтінків, пронизане темно-бурими смугами, а низ вохристо-жовтий із темними плямами рядами. Ноги, подовжений загострений дзьоб і райдужка темно-коричневі або чорнуваті, очі окольцовані тонкою блідою смугою. Статевий диморфізм виражений слабо, тобто стать птахів заскладно визначити за зовнішнім виглядом або розмірами, хоч самці дещо яскравіші за оперенням. Нестатевозрілі птахи схожі на дорослих особин, оперення темніше і зверху має більше смуг, чим молодняк нагадує щеврика лучного.
Порівняно з номінантою формою підвид A. p. kleinschmidti має дещо жовтіше, менш оливкове, верхнє оперення та світліше нижнє. Підвид A. p. littoralis має рожевувате черево, а влітку ще і бліду надочну дугу, так звані брови, чим нагадує щеврика гірського. Бродяжних острівних щевриків взимку легко відрізнити від гірських щевриків, але важко визначити підвид на вигляд і розмір. Відомо, що західні популяції виду ведуть майже осілий спосіб життя, а на схід від сточища Ельби в основному мешкає підвид A. p. littoralis.
Повне линяння дорослих щевриків відбувається у серпні — вересні, тим часом як молодняк змінює певну кількість свого покривного пір'я тіла і крил, надаючи їм вигляд, дуже схожий на дорослих. З кінця січня до початку березня відбувається часткове линяння та поосібна вибіркова линька покривного пір'я тіла і крил, а іноді і центральних рульових пер хвоста.
Щеврик острівний споріднений з щевриком гірським і щевриком лучним, з якими є досить схожий на вигляд. Порівняно з лучним щевриком острівний є темніший, більший і з довшими крилами та має темні, а не рожево-червоні ноги. Щеврика гірського в зимовому оперенні можна сплутати з щевриком острівним, але птах має сильно виражену надочну дугу і сіріший верх тіла; також він набагато лякливіший. Темні, а не білі зовнішні рульові пера хвоста щеврика острівного також відрізняють птаха від усіх йому споріднених видів. Місця існування острівних і гірських щевриків повністю розділені під час розмноження та мало перетинаються в решту часу.

### Вокалізація
Пісня щеврика острівного звучить як послідовність приблизно з двадцяти дзвінких звуків «чіп-чіп», за якими слідує висхідний ряд тонких писків «кі-кі-кі», що закінчуються короткою треллю. Пронизливий клич щеврика острівного за звучанням займає проміжне положення між м'яким співом щеврика лучного та коротким тонким писком щеврика гірського.

## Поширення і місця існування

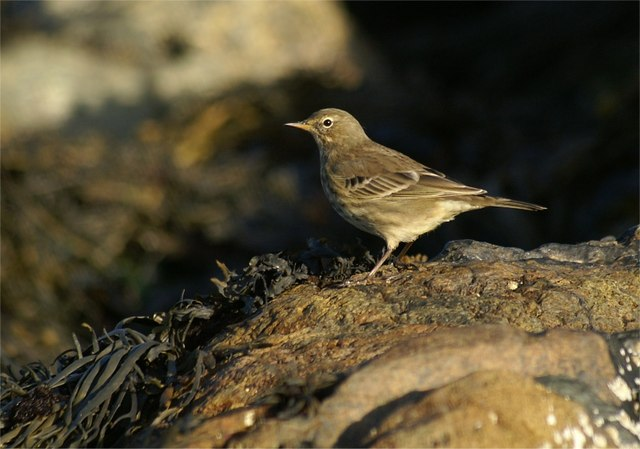
На скелястому пляжі Скав (Анст, Шетландські острови), Шетландські острови.

Щеврик острівний мешкає суто узбережжями, віддаючи перевагу скелястим ділянкам, як правило, заввишки до 100 метрів, хоча на архіпелазі Сент-Кілда вид розмножується на висоті до 400 метрів. Птах уникає занадто відкритих місцевостей, хоч його не турбує ні вітер, ні дощ.
Ареал розмноження — західні узбережжя помірного й арктичного поясів північно-західної Європи та береги Балтійського моря, зовсім невелика кількість іноді гніздиться в Ісландії. Здебільшого вид є осілим, особливо берегами Британських островів і Франції, обмежуючи своє пересування. Підвид A. p. kleinschmidti, що гніздяться на Фарерських і Шотландських островах, взимку може переміщатися до піщаних пляжів або вглиб островів до річок й озер. A. p. littoralis в основному є перелітним, зимує узбережжями від південної Скандинавії до південно-західної Європи, часом досягаючи Марокко. Рідкісні особини досягали Шпіцберґену на крайній півночі або Канарських островів обіч Африки, а у глиб європейського континенту зустрічаються взагалі випадково. Прикладом служить самець, застрелений 1894 року у Дрездені (понад 300 км від найближчого морського берега), тушка якого зберігається у колекції місцевого державного зоологічного музею, одночасно будучи єдиним поміченим представником виду у Саксонії.
Перелітні популяції залишають місця розмноження у вересні і жовтні та повертаються туди починаючи з березня, хоча для крайньої півночі зграї можуть затримуватись у місцях зимівлі аж до травня.

## Поведінка
Щеврик острівний менш лякливий, ніж щеврик гірський. При переляку острівний вид пролітає досить коротку відстань низько до землі, тоді як його сородич обережніший і пролітає більшу відстань, перш ніж приземлитися. Острівні щеврики зазвичай живуть поодинці, лише зрідка утворюючи невеликі зграї.

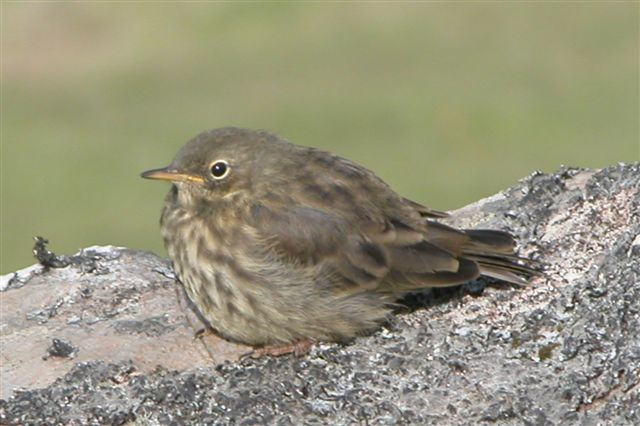
Підвид A. p. kleinschmidti на острові Сувурой, Фарерські острови
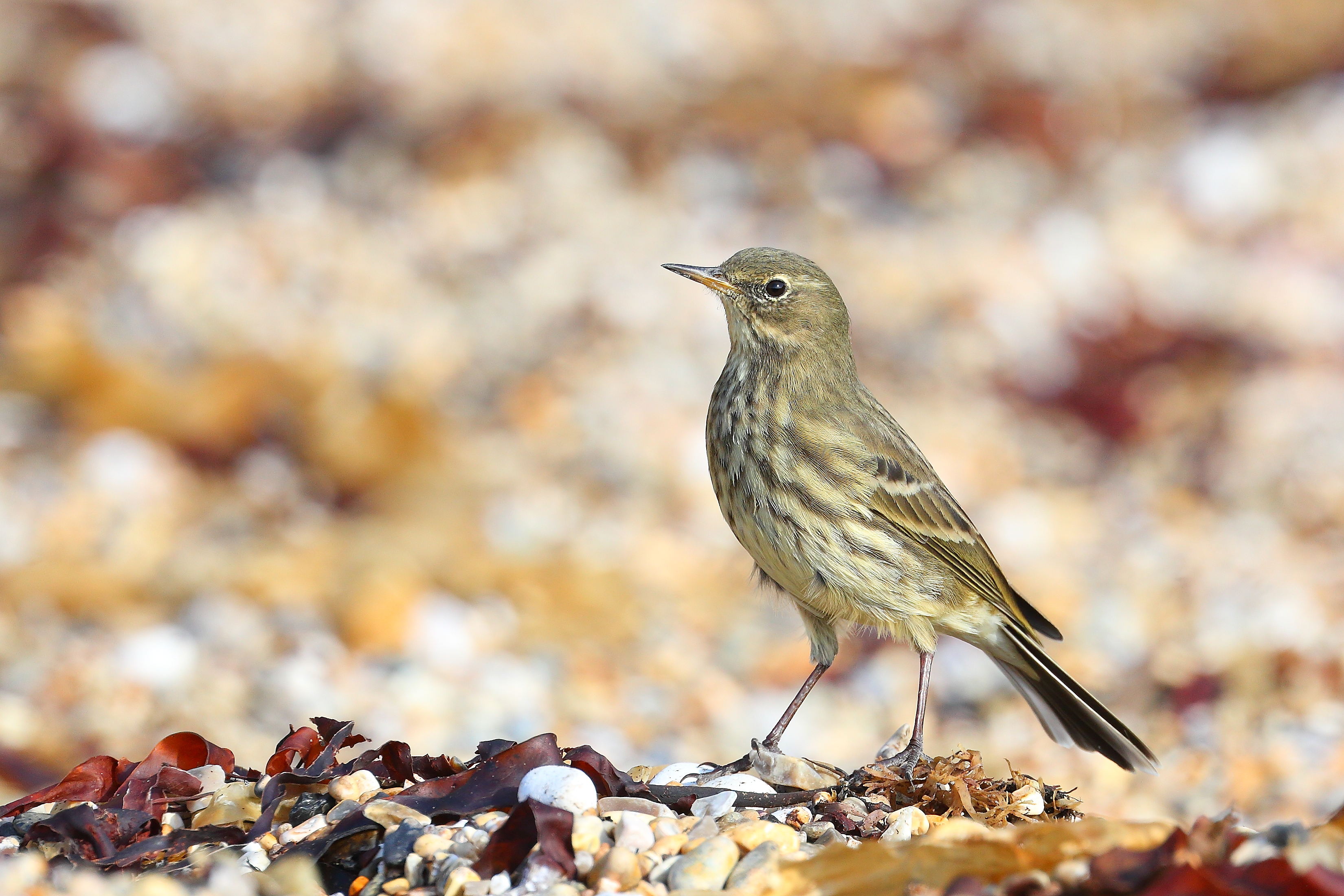
Щеврик острівний у Рінґстед-Бей[en], Англія
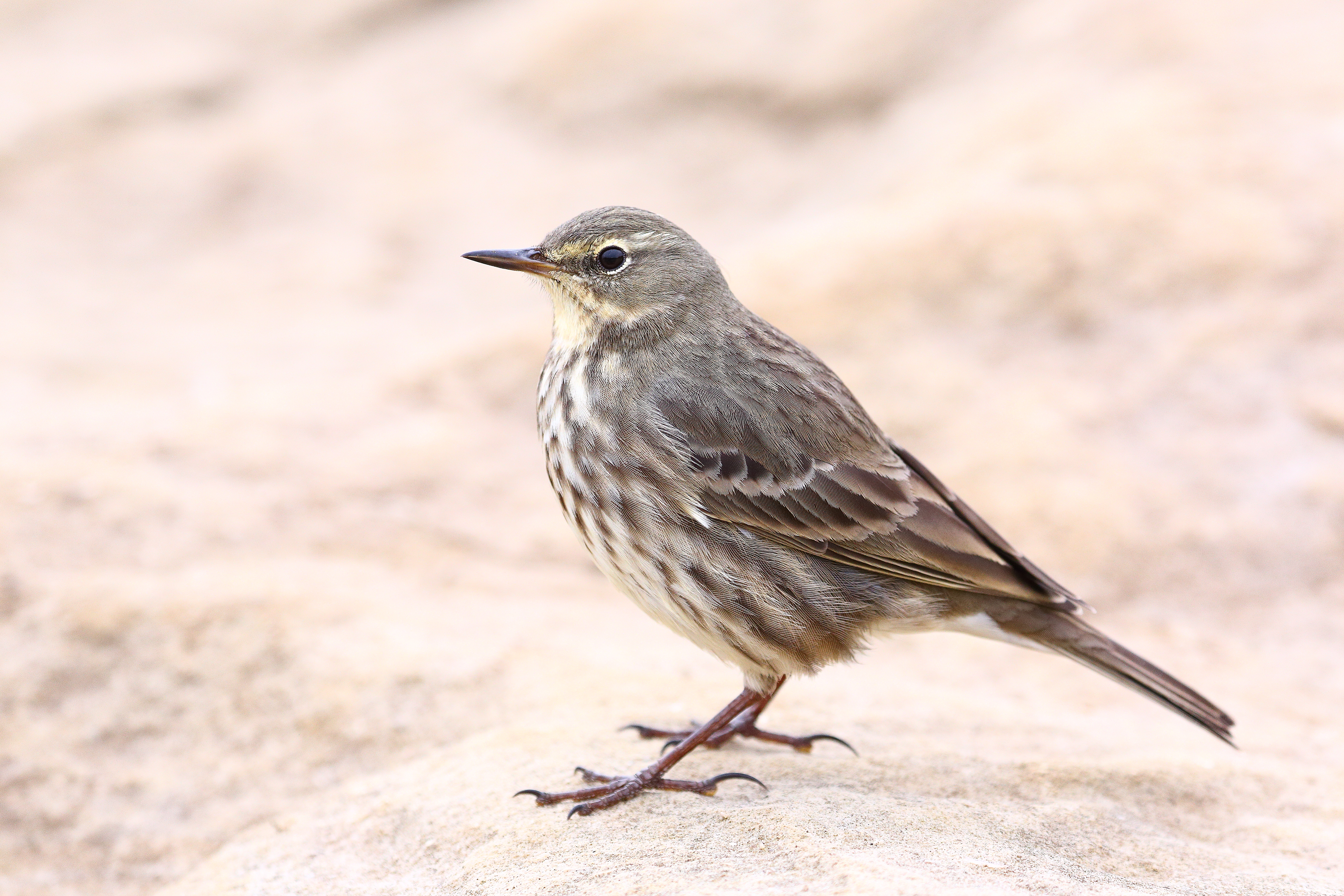
Щеврик острівний околицями містечка Свонідж[en], Англія
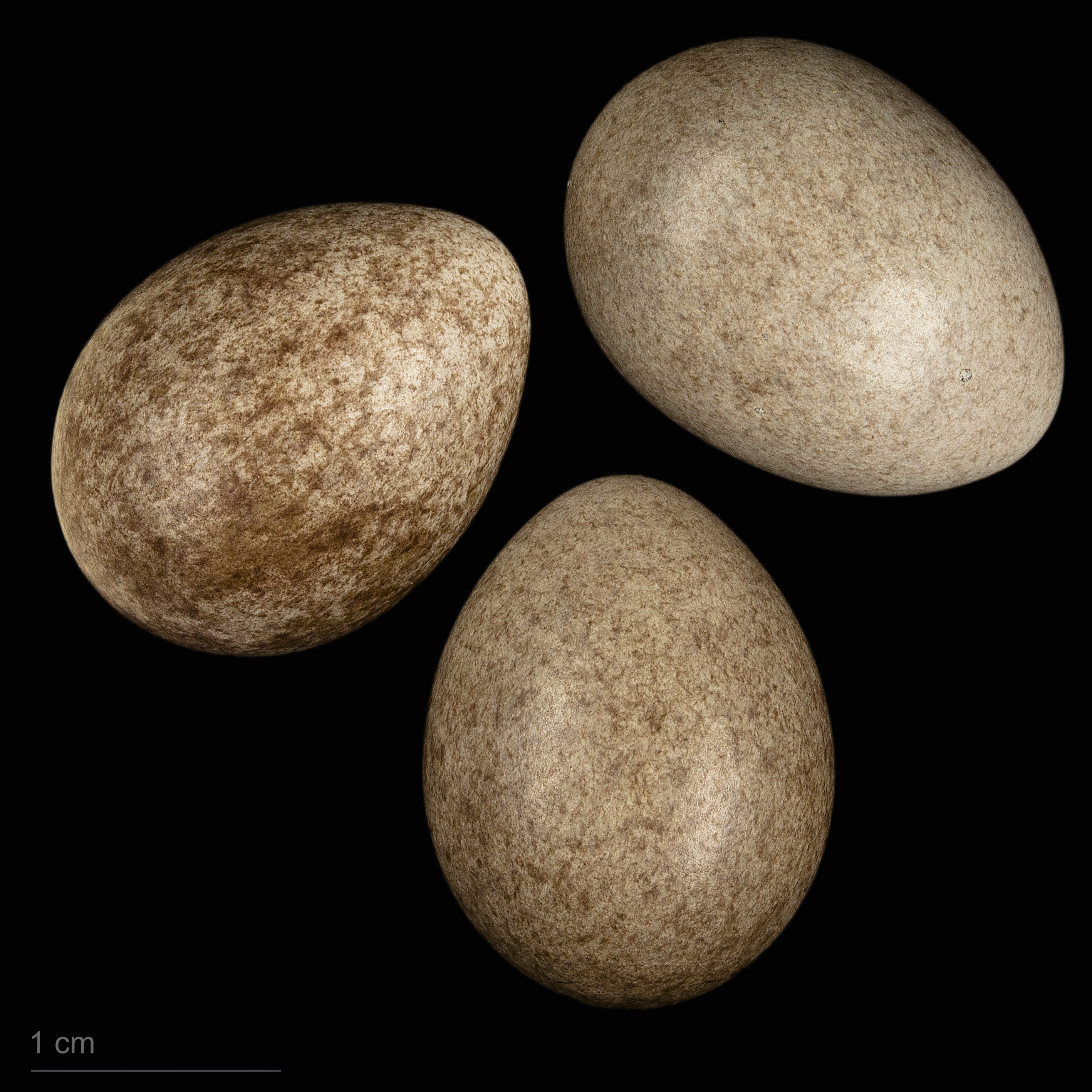
яйце Anthus petrosus -  Тулузький музей